# Nathan Kimsey
Nathan Kimsey (1993) is een Engelse golfer.
Hij is lid van de Woodhakk Spa Golf Club.
In 2011 won hij de Peter McEvoy Trophy op Copt Heath.
In 2012 wilde Kimsey de Bracken Course van Woofhall Spa binnen een uur spelen. De opbrengst was voor Sport Relief. Hij werd in een buggy rondgereden en was na 32 minuten en 34 seconden klaar. Zijn score was 76 (+4).
Namens Engeland speelde hij in de 2012 Home Internationals en won al zijn zes partijen. Hij was de eerste Engelse speler die dat presteerde in vijftien jaar. Ook werd hij 4de bij het Engels Amateur.
In 2013 werd hij gedeeld 3de bij de Brabazon Trophy en gedeeld 2de bij de St Andrews Links Trophy. Hij zat ook in het Engelse team dat het Europees Landen Team Kampioenschap (ELTK) in Denemarken won en mocht spelen in het US Open nadat hij de kwartfinale van het Engels Amateur bereikte. Deze verloor hij op hole 17 van Matthew Fitzpatrick, de winnaar van het US Amateur in 2013. Daarna werd hij opgenomen in het Walker Cup-team. In oktober ging hij naar Stage 1 van de Tourschool, die op Frilford Heath werd gespeeld, dezelfde baan waar het Engels Amateur was gespeeld. Hij eindigde met -11 op de 4de plaats en kwalificeerde hij zich voor Stage 2.

## Gewonnen
Onder meer:
- 2011: Peter McEvoy Trophy
- 2013: Terra Cotta Trophy in Florida

## Teams
- Walker Cup: 2013
- Home Internationals: 2013

## Professional
Kimsey speelt de Tourschool van 2013 als amateur. Mocht hij in november de Finals halen, dan wordt hij professional. Zo niet dan wil hij nog een jaar amateur blijven.